# Али, Осман Джама
Осман Джама Али «Калун» (сомал. Cusmaan Jaamac Cali "Kalluun", араб. يوسف علي‎; род. 1941) — сомалийский политический деятель. Исполняющий обязанности премьер-министра в Сомали в рамках Переходного национального правительства с 28 октября по 12 ноября 2001 года.

## Биография
Осман Джама Али родился в 1941 году в Британском Сомали. Учился в Сомали, а затем, учась 7 лет в Советском Союзе, получил образование инженера.

#### Карьера
В 1969 году он был главным инженером радиовещательных станций страны и занимал эту должность до 1973 года.
Долгое время Али был членом кабинета центрального правительства Сомалийской Демократической Республики во главе с президентом Сомали Мохамедом Сиадом Барре. В правительстве Осман Джама занимал должность министра рыболовства и морских ресурсов (с 1973 по 1984 год) и министра труда и жилищного строительства (1989). Также в 1984—1989 он был главой партийного отдела Сомалийской революционной социалистической партии.
Во время официального визита в Тунис в 1990 году он воспользовался возможностью дезертировать и уехал в изгнание в Великобританию, где написал работу о национальном примирении. В 1993 году сомалийские фракции пригласили его принять участие во встрече в Стокгольме, Швеция, перед следующей встречей, организованной Африканским институтом северных стран в Уппсале, где он высказался за национальное примирение. По этой причине его вызвали в Джибути для участия в Сомалийской национальной мирной конференции в 2000 году.

#### Премьер-министр Сомали
В переходном национальном правительстве, созданном в Джибути в 2000 году, он был назначен заместителем премьер-министра и, находясь на этом посту, участвовал в Саммите ФАО с 10 по 13 июня 2002 года. Когда премьер-министр Сомали Али Халиф Галайд потерял доверие членов Переходного национального собрания, 28 октября 2001 года оно приняло ходатайство, лишившее его доверия и вынудившее его уйти в отставку. Затем Осман Джама Али временно занимал пост до назначения нового премьера Хасана Абшира Фараха 12 ноября 2001 года.
В 2004 году он был назначен членом Переходного федерального парламента.